# Pitaval

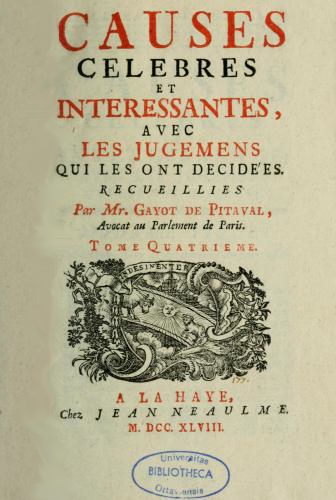
A Causes célébres 4. kötete

A pitaval egy irodalmi műfaj: érdekes bűnesetek, illetve téves büntetőbírósági ítéletek leírásának gyűjteménye. Virágkorát a 19. században és a 20. század elején élte. (Később kiszorította a dokumentumfilm és a krimi.)

## Története
Az elnevezése François Gayot de Pitaval (1673–1743) francia ügyvéd nevéből származik, aki összeállított egy gyűjteményt Causes célébres et intéressantes címmel érdekes bűnesetekből; a sorozat kötetei 1734 és 1743 között jelentek meg. Gyűjteményének kettős célja volt: egyrészt szakirodalomként szolgálni jogászoknak, másrészt a nagyközönséget szórakoztatni. Miután az ilyen gyűjtemények divatba jöttek, ezt az irodalmi műfajt róla nevezték el.

## Magyar fordítás
A műnek magyar nyelvű fordítása máig nincs. Egy rövidebb válogatás jelent meg belőle (Romániában):
- (szerk.) Csehi Gyula: Híres bűnperek a Pitavalból, Kriterion Könyvkiadó, Bukarest, 1972

## Magyar Pitaval-jellegű gyűjtemények
- Békés István: Magyar Ponyva Pitaval – A XVIII. század végétől a XX. század kezdetéig, Minerva Kiadó, Budapest, 1966
- Kossutány Géza: Nevezetesebb bűnesetek I–IV., Lampel Róbert (Wodianer F. és Fiai) Csász. és Kir. Udv. Könyvkereskedés, Budapest, 1890–1893
- Ráth-Végh István: Fekete krónika, Gondolat Kiadó, Budapest, 1965
- Ádám Zsigmond: Futólépés az alvilágba. Bűnügyi történetek, Népszava Lap- és Könyvkiadó , Budapest, 1983, ISBN 963-321-944-2
- Bende Ibolya: Csalók és balekok, Szerzői magánkiadás, Budapest, 1988, ISBN 963-50-0772-8
- V. P. Borovicka: Nagy bűnesetek I–II., Zrínyi Katonai Kiadó-Madách Könyvkiadó, Budapest-Bratislava, 1989-1990, ISBN 80-7089-040-1
- Tábori Kornél művei:

- Szabó László művei:

- Szekeres Károly művei: 
  - Kéz kezet mos?, Kossuth Kiadó, Budapest, 1976
  - Fiatalon ítélték el, Kozmosz Könyvek, Budapest, 1970
  - A határon történt, Kossuth Kiadó, Budapest, 1980
  - Panamisták, tolvajok, szélhámosok, Táncsics Könyvkiadó, Budapest, 1967
  - Az áldozatok bűne, Kozmosz Könyvek, Budapest, 1978
  - Az ösztönök támadása, Medicina Könyvkiadó, Budapest, 1972
  - Előre megfontolt szándékkal, Táncsics Könyvkiadó, Budapest, 1972
  - Elherdált kincsek, k. n., Budapest, 1972
  - Bűnösök vagy betegek?, Medicina Könyvkiadó, Budapest, 1969
  - Egy bíró naplója, Művelt Nép Könyvkiadó, Budapest, 1956

## Külföldi bűnesetekről magyar nyelven
- Nigel Blundell - Roger Boar: A világ legnagyobb felderítetlen bűnügyei, Új Vénusz Lap- és Könyvkiadó, Budapest, 1993, ISBN 963-7755-33-0
- Tim Healey: A világ legnagyobb perei, Új Vénusz Lap- és Könyvkiadó, Budapest, 1993, ISBN 963-7755-34-9
- Nicholas Halasz - Robert Halasz: »Tiszta szívű gyilkosok«, Kossuth Könyvkiadó, Budapest, 1972
- Václav Pavel Borovicka: Híres politikai merényletek, Kossuth Könyvkiadó  Budapest, 1981, ISBN 963-09-1682-7
- Maximilian Jacta: Híres német bűnperek, Magvető Könyvkiadó, Budapest, 1972
- Maximilian Jacta: Híres francia bűnperek, Magvető Könyvkiadó, Budapest, 1971
- Maximilian Jacta: Híres angol-amerikai bűnperek, Magvető Könyvkiadó, Budapest, 1972
- Günter Prodöhl: Hírhedt bűnügyek, Kossuth Könyvkiadó, Budapest, 1967